# Víctor Huerta González
Víctor Dionisio Huerta González es un director chileno de telenovelas.

## Carrera
Comenzó su carrera en televisión como asistente de dirección de Vicente Sabatini en Televisión Nacional de Chile. 
Desde 1993 hasta 2014, Huerta ejerció como codirector del equipo de telenovelas dirigido por Quena Rencoret, desarrollando emblemáticas telenovelas como Ámame (1993), Rojo y miel (1994) Aquelarre (1999), Amores de mercado (2001; telenovela chilena más vista del sistema de medición People Meter), 16 (2003), Los treinta (2005), Floribella (2006), entre otras.
En 2010, Huerta asumió la dirección general de la telenovela La familia de al lado, tras el ascenso de Rencoret como productora ejecutiva de Área Dramática del canal estatal.
En 2014, Huerta dirigió la telenovela Vuelve temprano, alcanzando altos índices de audiencia. En el mismo año, Huerta fue elegido por Alex Bowen como el director chileno que representará a Televisión Nacional en la primera coproducción entre la televisión estatal y Telemundo. El rodaje de Dueños del paraíso se desarrolló entre septiembre de 2014 y abril de 2015 en Miami.
El 3 de enero de 2018, se anunció que Huerta dejaba Televisión Nacional, tras 27 años de contrato laboral. El director se sumó al equipo de telenovelas en Mega, encabezada por Rencoret.

## Filmografía
| Año       | Título                | Cargo                 | Notas | Medio               |
| --------- | --------------------- | --------------------- | ----- | ------------------- |
| 1989      | A la sombra del ángel | Asistente de director |       | Televisión Nacional |
| 1990      | El milagro de vivir   | Asistente de director |       | Televisión Nacional |
| 1991      | Volver a empezar      | Asistente de director |       | Televisión Nacional |
| 1992      | Trampas y caretas     | Asistente de director |       | Televisión Nacional |
| 1993      | Jaque mate            | Asistente de director |       | Televisión Nacional |
| 1993      | Ámame                 | Director de 2° unidad |       | Televisión Nacional |
| 1994      | Rojo y miel           | Director de 2° unidad |       | Televisión Nacional |
| 1995      | Juegos de fuego       | Director de 2° unidad |       | Televisión Nacional |
| 1996      | Loca piel             | Director de 2° unidad |       | Televisión Nacional |
| 1997      | Tic tac               | Director de 2° unidad |       | Televisión Nacional |
| 1998      | Borrón y cuenta nueva | Director de 2° unidad |       | Televisión Nacional |
| 1999      | Aquelarre             | Director de 2° unidad |       | Televisión Nacional |
| 2000      | Santo ladrón          | Director              |       | Televisión Nacional |
| 2001      | Amores de mercado     | Director              |       | Televisión Nacional |
| 2002      | Purasangre            | Director              |       | Televisión Nacional |
| 2003      | 16 (telenovela)       | Director general      |       | Televisión Nacional |
| 2003      | Pecadores             | Director              |       | Televisión Nacional |
| 2004      | 17                    | Director general      |       | Televisión Nacional |
| 2005      | Los Treinta           | Director              |       | Televisión Nacional |
| 2006      | Amor en tiempo récord | Director general      |       | Televisión Nacional |
| 2006      | Floribella            | Director              |       | Televisión Nacional |
| 2007      | Amor por accidente    | Director              |       | Televisión Nacional |
| 2008      | Hijos del Monte       | Director              |       | Televisión Nacional |
| 2009      | Conde Vrolok          | Director general      |       | Televisión Nacional |
| 2010      | La familia de al lado | Director general      |       | Televisión Nacional |
| 2011      | Su nombre es Joaquín  | Director general      |       | Televisión Nacional |
| 2013      | Dos por uno           | Director general      |       | Televisión Nacional |
| 2014      | Vuelve temprano       | Director general      |       | Televisión Nacional |
| 2015      | La poseída            | Director general      |       | Televisión Nacional |
| 2018      | Si yo fuera rico      | Director general      |       | Mega                |
| 2019-2020 | Verdades ocultas      | Director              | T3-T4 | Mega                |
| 2020      | Edificio corona       | Director              |       | Mega                |
| 2021      | Amar profundo         | Director general      |       | Mega                |
| 2022      | Hasta encontrarte     | Director general      |       | Mega                |
| 2023      | Papá en apuros        | Director general      |       | Latina Televisión   |
| 2024-2025 | Juego de ilusiones    | Director general      | T2-T3 | Mega                |
| 2025      | El jardín de Olivia   | Director general      |       | Mega                |

| Año  | Título             | Cargo    | Notas | Medio     |
| ---- | ------------------ | -------- | ----- | --------- |
| 2015 | Dueños del paraíso | Director |       | Telemundo |